# 建武 (日本)
建武（1334年一月二十九日至1338年八月二十八日）是日本的年號之一。這個時代的天皇是後醍醐天皇與光明天皇。

## 改元
- 元弘四年一月二十九日（1334年3月5日）改元建武
- 建武三年二月二十九日（1336年4月11日）南朝改元延元，北朝继续使用建武的年号
- 北朝建武五年/南朝延元三年八月二十八日（1338年10月11日）北朝改元曆應

## 出處
- 《後漢書》，以光武帝復興漢室自比。

## 紀年、西曆、干支對照表
| 建武     | 元年   | 二年   | 三年     | 四年     | 五年     |
| -------- | ------ | ------ | -------- | -------- | -------- |
| 南朝年號 |        |        | 延元元年 | 延元二年 | 延元三年 |
| 儒略曆   | 1334年 | 1335年 | 1336年   | 1337年   | 1338年   |
| 干支     | 甲戌   | 乙亥   | 丙子     | 丁丑     | 戊寅     |